# Heini Lohrer
Heinrich «Heini» Lohrer (* 29. Juni 1918 in Arosa; † 12. Dezember 2011 in Oberengstringen) war ein Schweizer Eishockeyspieler. Während seiner Karriere gewann er bei den Olympischen Winterspielen 1948 in St. Moritz die Bronzemedaille und errang bei der Eishockey-Europameisterschaft 1939 den Titel. Darüber hinaus gewann er zwei Schweizer Meistertitel mit dem Zürcher SC.

## Karriere
Der in Arosa unmittelbar neben der Eisbahn Obersee aufgewachsene Heini Lohrer erlernte das Eishockeyspiel zusammen mit seinen Brüdern Werner und Karl beim EHC Arosa. 1934 zog er als 16-Jähriger für eine kaufmännische Ausbildung nach Zürich und setzte seine Sportkarriere beim Zürcher Schlittschuhclub (ZSC) fort, wo er mit den beiden Brüdern Charly und Herbert Kessler sowie später Fredy Bieler ab 1937 einen legendären «er»-Sturm bildete. Sein Talent auf dem Eis wurde mit dem von «Bibi» Torriani verglichen. Schnelligkeit und Technik machten ihn zum Motor des ZSC und auch im Nationalteam auf internationaler Bühne zu einem der grossen Akteure. Er schoss mit 18 Jahren sein erstes Länderspieltor, woraufhin ihm seine Mutter als Anerkennung ein ganzes Brathähnchen nach Zürich schickte.
Lohrer bestritt insgesamt 74 Länderspiele und erzielte dabei 64 Tore. Auch in der Nationalmannschaft spielte er meist mit den Gebrüdern Kessler in einer Sturmreihe, und obwohl diese Formation international vorwiegend defensive Aufgaben zu erfüllen hatte, brachte es das Trio in total 228 Länderspielen auf 95 Tore. 1939 wurde er mit der Schweiz Europameister und half 1948 in Basel mit beim ersten Sieg einer europäischen Mannschaft gegen Kanada (8:5), wobei er mehrere Zähne verlor.

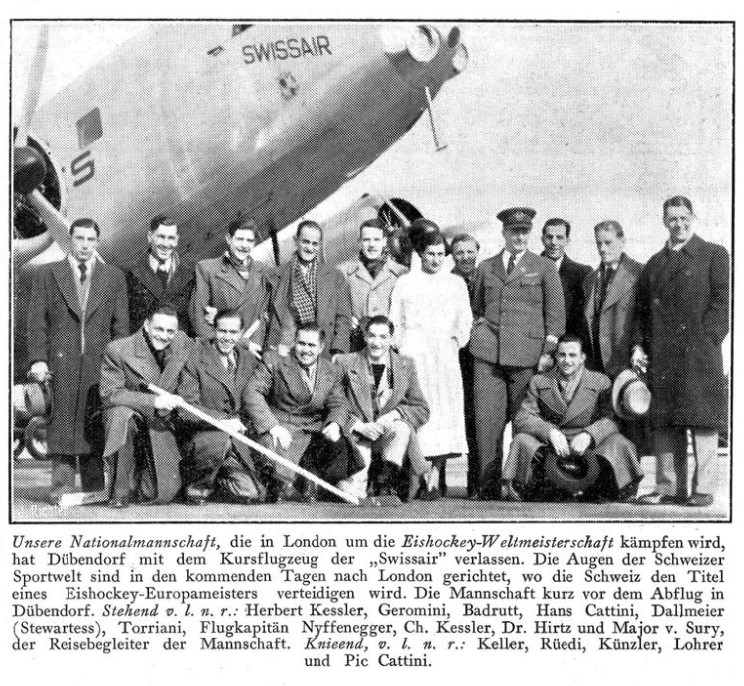
1937, Schweizer Eishockeynationalmannschaft

Im selben Jahr bestritt er das olympische Eishockeyturnier in St. Moritz, wo die Schweizer Mannschaft den dritten Rang erreichte und an dem auch sein älterer Bruder Werner als Verteidiger teilnahm. Mit dem ZSC wurde er 1936 und 1949 Schweizer Meister und gewann 1944 sowie 1945 den Spengler Cup. 1950 erlebte Lohrer den Umzug des ZSC vom Eisfeld Dolder ins Hallenstadion. In der späteren Phase seiner Karriere hiessen die Spieler an seiner Seite Otto Schubiger, Heinz Hinterkircher oder Walter Guggenbühl. Zwischendurch betreute er im Nebenamt den Young-Sprinters Hockey Club.
Heini Lohrer trat 1953 vom aktiven Eishockeysport zurück. Mit dem ZSC-Sturmkollegen Fredy Bieler wechselte er daraufhin in die Geschäftsleitung der Rechenmaschinenfabrik Precisa AG. Unter deren Firmennamen organisierte er während einiger Zeit das Vorsaisonturnier des ZSC. In der Freizeit gehörte seine Passion dem Curling- sowie dem Golfspiel. Lohrer war Vater von fünf Töchtern.

## Erfolge und Auszeichnungen
- 1936 Schweizer Meister mit dem Zürcher SC
- 1944 Spengler-Cup-Gewinn mit dem Zürcher SC
- 1945 Spengler-Cup-Gewinn mit dem Zürcher SC
- 1949 Schweizer Meister mit dem Zürcher SC

### International
| - 1937 Bronzemedaille bei der Weltmeisterschaft - Silbermedaille bei der Europameisterschaft - 1939 Bronzemedaille bei der Weltmeisterschaft - Goldmedaille bei der Europameisterschaft | - 1948 Bronzemedaille bei den Olympischen Winterspielen - Bronzemedaille bei der Weltmeisterschaft - Silbermedaille bei der Europameisterschaft |